# Dhurwai

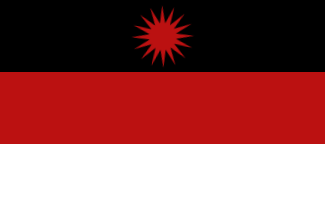
Bandera de Dhurwai

Dhurwai fou un petit estat tributari protegit a l'Índia central, agència de Bundelkhand, del grup anomenat Jagirs Hasht-Bhaiya. Tenia una superfície de 47 km² i estava limitat al nord i sud pel districte de Jhansi, a l'est per Tori Fatehpur, i a l'oest per Bijna. La població el 1881 era de 1.598 i el 1901 de 1.826. L'estat estava format per deu pobles i els seus ingressos eren de 8.000 rúpies. La capital era Dhurwai (777 habitants el 1901) a 25° 19′ N, 79° 03′ E / 25.317°N,79.050°E
Estava governat per un jagirdar de casta bundela rajput de la casa d'Orchha, descendent de Man Singh el quart fill de Diwan Rai Singh, germà del maharajà Udot Singh d'Orchha i fill de Bir Singh Deo; Diwan Rai Singh va rebre Baragaon quan els dominis d'Orchha es van partir i al seu torn va partir Baragaon entre els seus vuit fills un dels quals va rebre Dhurwai. El conjunt fou conegut com els Jagirs Hasht-Bhaiya que vol dir Jagirs dels Vuit Germans. A la segona meitat del segle XIX en quedaven quatre i els altres s'havien extingit. El 1823 Diwan Budh Singh fou confirmat en el territori per sanad dels britànics. A començaments del segle XX era sobirà Diwan Ranjur Singh que havia pujat al tron el 1851; altres membres de la família governaven territoris de l'estat el que feia inoperant l'administració i empobria al sobirà.